# James Somerset

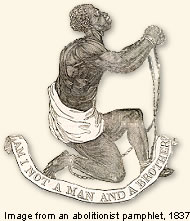
Logotipo del movimiento contra la esclavitud en una tipografía de 1837

James Somerset, también James Somersett, nacido alrededor de 1741, muerto después de 1772, fue un esclavo africano que pasó a ser conocido a través de un pleito ante el tribunal supremo de Inglaterra, en el que exigió su libertad.

## Biografía
Somerset nació en África Occidental alrededor de 1741 y fue adquirido por un tal Charles Stuart en la colonia de Virginia en 1749. En 1764, Somerset fue llevado a Boston, donde Stewart había sido nombrado Receptor General de Aduanas (Receiver General of Customs). Stuart era un funcionario del gobierno inglés y, en calidad de tal, se mudó con Somerset a Inglaterra en 1769. Allí Somerset entró en contacto con miembros del movimiento antiesclavista inglés, entre ellos el conocido activista Granville Sharp. Somerset fue bautizado en Londres, el 10 de febrero de 1771 en la Iglesia de St Andrew, Holborn, con Thomas Walkin, Elizabeth Cade y John Marlow actuando como sus padrinos. Recibió el nombre bautismal de James.
Tal vez porque el bautismo a menudo se asociaba con la manumisión, Somerset se negó a seguir sirviendo a Stewart y lo dejó. Evidentemente vivió en libertad durante varios meses, pero en noviembre de 1771 fue secuestrado y forzado a bordo del buque Ann and Mary, capitaneado por John Knowles, para ser transportado a Jamaica y ser vendido allí. Cuando sus padrinos se enteraron de su situación, acudieron a los tribunales, citando el habeas corpus. El 9 de diciembre, el capitán Knowles presentó a Somerset ante el tribunal del  rey, que tenía que determinar si su encarcelamiento había sido legal. Lord Mansfield, el juez que asumió el caso, ordenó una audiencia para el 21 de enero, mientras tanto, hizo poner en libertad al prisionero. Se concedió la solicitud del abogado de Somerset de concederle más tiempo para preparar la apelación, por lo que no fue hasta el 7 de febrero de 1772 que se escuchó el caso. Mientras tanto, el proceso había atraído mucha atención en la prensa y diversas personas donaron dinero para apoyar a los abogados de ambos antagonistas.

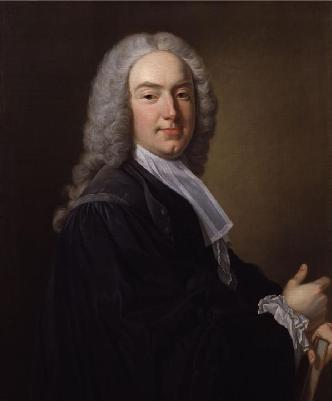
Lord Mansfield

La opinión pública era abrumadoramente antiesclavista y había llegado el momento de decidir si la esclavitud era legal o no en Inglaterra. Somerset llevó a Stuart a juicio ante el  King's Bench, el tribunal más alto de Inglaterra, para lograr su liberación. Fue apoyado por activistas contra la esclavitud. Stuart, a su vez, fue apoyado por plantadores de las Indias Occidentales, que tenían un interés propio en la continuación de la esclavitud.
El 22 de junio de 1772, Lord Mansfield pronunció el veredicto de la corte: liberación de James Somerset, ya que la institución de la esclavitud no podía justificarse moral o políticamente y nunca había sido autorizada por la ley:

"El estado de esclavitud es de tal naturaleza, que es incapaz de ser introducido por cualquier razón, moral o política; pero sólo se borra de la memoria el derecho positivo, que conserva su fuerza mucho tiempo después de las razones, la ocasión y el tiempo mismo de donde fue creado: es tan odioso, que nada se puede sufrir para sostenerlo, sino el derecho positivo. Cualesquiera que sean los inconvenientes, por lo tanto, que puedan derivarse de una decisión, no puedo decir que este caso esté permitido o aprobado por la ley de Inglaterra; y por lo tanto el negro debe ser liberado."

Esto hizo que la esclavitud fuera ilegal en la propia Inglaterra. La esclavitud -de hecho- nunca había sido autorizada por ley en Inglaterra y Gales, por eso nunca se aprobó ninguna ley para abolirla en Gran Bretaña. 
Lord Mansfield descubrió que la esclavitud tampoco estaba respaldada por el derecho consuetudinario dentro de Inglaterra, aunque no hizo ningún comentario sobre la posición en los territorios de ultramar del Imperio Británico. El caso fue seguido de cerca en todo el Imperio, particularmente en las trece colonias americanas.
Sin embargo, la esclavitud en otras partes del Imperio Británico y la participación de los ciudadanos británicos en el comercio de esclavos no se vieron afectados y continuaron hasta 1807, cuando el Parlamento Británico votó para poner fin a la trata de esclavos. La esclavitud no fue abolida en todas partes del Imperio hasta 1833.
No se sabe nada de la vida de Somerset después de 1772.

## Literatura
- Alfred W. Blumrosen, Ruth G. Blumrosen: Nación de esclavos: cómo la esclavitud unió a las colonias y provocó la revolución estadounidense . Sourcebooks, 2005. books.google ( eingeschränkte Vorschau en la búsqueda de libros de Google )
- Steven M. Wise: Aunque los cielos puedan caer: el juicio histórico que condujo al fin de la esclavitud humana . Libros de Perseo, Cambridge, MA, 2005.
- Dominik Nagl: No parte de la madre patria, sino dominios distintos Transferencia legal, formación estatal y gobierno en Inglaterra, Massachusetts y Carolina del Sur, 1630-1769. LIT, Berlín 2013, ISBN 978-3-643-11817-2, pág. 637ss. En línea